# Adrian Ungur
Adrian Ungur (* 25. ledna 1985 Pitești) je rumunský profesionální tenista. Ve své dosavadní kariéře nevyhrál na okruhu ATP World Tour žádný turnaj. Na challengerech ATP a okruhu ITF získal do května 2012 jedenáct titulů ve dvouhře a dva ve čtyřhře.
Na žebříčku ATP byl ve dvouhře nejvýše klasifikován v květnu 2012 na 91. místě a ve čtyřhře pak v červenci 2011 na 301. místě. Trénuje ho Fabrizio Fanucci.
Na French Open 2012 porazil v úvodním kole Argentince Davida Nalbandiana. Ve druhé fázi však nestačil na světovou trojku Rogera Federera, přestože na něj uhrál jeden set.
Od roku 2006 je jeho manželkou rumunská profesionální tenistka Liana Ungurová, která je dcerou rumunské fotbalové legendy Ilie Balaciho.

## Finále na challengerech ATP
| Legenda                    |
| -------------------------- |
| Challengery (4–9 D; 2–1 Č) |

### Dvouhra: 13 (4–9)
| Stav      | Č.  | Datum             | Turnaj                   | Povrch | Soupeř ve finále | Výsledek           |
| --------- | --- | ----------------- | ------------------------ | ------ | ---------------- | ------------------ |
| Finalista | 1.  | 6. května 2006    | Řím                      | antuka | Oliver Marach    | 6–4, 4–6, 5–7      |
| Finalista | 2.  | 2. července 2006  | Constanța (1)            | antuka | K. Economidis    | 4–6, 4–6           |
| Finalista | 3.  | 16. září 2007     | Todi (1)                 | antuka | Stefano Galvani  | 5–7, 2–6           |
| Vítěz     | 4.  | 15. června 2008   | Sofie                    | antuka | Franco Ferreiro  | 6–3, 6–0           |
| Finalista | 5.  | 29. června 2008   | Constanța (2)            | antuka | Nicolas Devilder | 3–6, 7–65, 610–7   |
| Finalista | 6.  | 20. září 2009     | Todi (2)                 | antuka | Simon Greul      | 6–2, 1–6, 66–7     |
| Vítěz     | 7.  | 27. září 2009     | Palermo                  | antuka | Albert Ramos     | 6–4, 6–4           |
| Vítěz     | 8.  | 10. července 2011 | San Benedetto del Tronto | antuka | Stefano Galvani  | 7–5, 6–2           |
| Vítěz     | 9.  | 28. srpna 2011    | Manerbio                 | antuka | Peter Gojowczyk  | 4–6, 7–6(7–4), 6–2 |
| Finalista | 10. | 10. října 2011    | Palermo                  | antuka | Carlos Berlocq   | 1–6, 1–6           |
| Finalista | 11. | 29. ledna 2012    | Bucaramanga              | antuka | Wayne Odesnik    | 1–6, 6–7(4–7)      |
| Finalista | 12. | 25. února 2012    | Meknes                   | antuka | Jevgenij Donskoj | 1–6, 3–6           |
| Finalista | 13. | 24. března 2012   | Marakéš                  | antuka | Martin Kližan    | 6–3, 3–6, 0–6      |

### Čtyřhra: 3 (2–1)
| Stav      | Č. | Datum             | Turnaj        | Povrch | Spoluhráč        | Soupeři ve finále                   | Výsledek              |
| --------- | -- | ----------------- | ------------- | ------ | ---------------- | ----------------------------------- | --------------------- |
| Vítěz     | 1. | 27. srpna 2006    | Manerbio      | antuka | Gabriel Moraru   | Michał Przysiężny Federico Torresi  | 6–3, 6–3              |
| Vítěz     | 2. | 18. července 2010 | Rimini        | antuka | Giulio di Meo    | Juan Pablo Brzezicki Alexander Peya | 7–6(8–6), 3–6, [10–7] |
| Finalista | 3. | 26. března 2011   | Caltanissetta | antuka | Daniele Giorgini | Daniele Bracciali Simone Vagnozzi   | 6–3, 6–7(2–7), [7–10] |